# Bicentrični mnogokotnik
Bicentrični ali tetivnotangentni mnogokotnik je v ravninski geometriji konveksni mnogokotnik, če zanj hkrati obstajata očrtana in včrtana krožnica. Vsi trikotniki in pravilni mnogokotniki so bicentrični. Na drugi strani na primer pravokotnik ni bicentričen, saj ne obstaja takšna krožnica, ki bi bila tangentna na vse njegove stranice. Bicentričen pa je kvadrat. Pri pravilnih mnogokotnikih sta krožnici istosrediščni in središči krožnic sovpadata.

## Trikotniki
V trikotniku sta polmer včrtane krožnice r in polmer očrtane krožnice R povezana z enačbo:
{\displaystyle {\frac {1}{R-x}}+{\frac {1}{R+x}}={\frac {1}{r}}\!\,,}
kjer je x razdalja med središčema krožnic. To je ena različica Eulerjeve trikotniške enačbe:
{\displaystyle x^{2}=R(R-2r)\!\,.}

## Bicentrični štirikotniki
Vsi štirikotniki niso bicentrični. Za dani krožnici, eno znotraj druge, s polmeroma R in r, kjer je {\displaystyle R>r}, obstaja konveksni mnogokotnik, včrtan večji od krožnic in tangenten na manjšo krožnico, če in samo če za polmera krožnic velja:
{\displaystyle {\frac {1}{(R-x)^{2}}}+{\frac {1}{(R+x)^{2}}}={\frac {1}{r^{2}}}\!\,,}
kjer je x spet razdalja med središčema krožnic. Ta pogoj je znan kot Fussov izrek.

## Pravilni mnogokotniki
Pri pravilnih mnogokotnikih sta krožnici istosrediščni in velja:
{\displaystyle x=0\!\,.}
To skupno središče je tudi baricenter pravilnega mnogokotnika.
Za nekatere pravilne mnogokotnike, ki se jih da skonstruirati s šestilom in neoznačenim ravnilom, velja:
| {\displaystyle n\!\,} | {\displaystyle r\!\,}                                                                                  | {\displaystyle R\!\,}                                                                                 | {\displaystyle a\!\,}                                                                                  |
| 3                     | {\displaystyle {\frac {R}{2}}={\frac {a}{6}}{\sqrt {3}}\!\,}                                           | {\displaystyle 2r={\frac {a}{3}}{\sqrt {3}}\!\,}                                                      | {\displaystyle 2r{\sqrt {3}}=R{\sqrt {3}}\!\,}                                                         |
| 4                     | {\displaystyle {\frac {R}{2}}{\sqrt {2}}={\frac {a}{2}}\!\,}                                           | {\displaystyle r{\sqrt {2}}={\frac {a}{2}}{\sqrt {2}}\!\,}                                            | {\displaystyle 2r=R{\sqrt {2}}\!\,}                                                                    |
| 5                     | {\displaystyle {\frac {R}{4}}\left({\sqrt {5}}+1\right)={\frac {a}{10}}{\sqrt {25+10{\sqrt {5}}}}\!\,} | {\displaystyle r\left({\sqrt {5}}-1\right)={\frac {a}{10}}{\sqrt {50+10{\sqrt {5}}}}\!\,}             | {\displaystyle 2r{\sqrt {5-2{\sqrt {5}}}}={\frac {R}{2}}{\sqrt {10-2{\sqrt {5}}}}\!\,}                 |
| 6                     | {\displaystyle {\frac {R}{2}}{\sqrt {3}}={\frac {a}{2}}{\sqrt {3}}\!\,}                                | {\displaystyle {\frac {2r}{3}}{\sqrt {3}}=a\!\,}                                                      | {\displaystyle {\frac {2r}{3}}{\sqrt {3}}=R\!\,}                                                       |
| 8                     | {\displaystyle {\frac {R}{2}}{\sqrt {2+{\sqrt {2}}}}={\frac {a}{2}}\left({\sqrt {2}}+1\right)\!\,}     | {\displaystyle r{\sqrt {4-2{\sqrt {2}}}}={\frac {a}{2}}{\sqrt {4+2{\sqrt {2}}}}\!\,}                  | {\displaystyle 2r\left({\sqrt {2}}-1\right)=R{\sqrt {2-{\sqrt {2}}}}\!\,}                              |
| 10                    | {\displaystyle {\frac {R}{4}}{\sqrt {10+2{\sqrt {5}}}}={\frac {a}{2}}{\sqrt {5+2{\sqrt {5}}}}\!\,}     | {\displaystyle {\frac {r}{5}}{\sqrt {50-10{\sqrt {5}}}}={\frac {a}{2}}\left({\sqrt {5}}+1\right)\!\,} | {\displaystyle {\frac {2r}{5}}{\sqrt {25-10{\sqrt {5}}}}={\frac {R}{2}}\left({\sqrt {5}}-1\right)\!\,} |

Tu je r polmer včrtane krožnice, R polmer očrtane krožnice in a stranica.